# Boss Hogg
(J.D. Hogg)
Jefferson Davis Hogg, noto come Boss Hogg, è un personaggio immaginario della serie televisiva statunitense The Dukes of Hazzard, nota in Italia con il nome di Hazzard, in cui ricopre il ruolo dell'antagonista principale. È stato interpretato da Sorrell Booke.
È l'avido e immorale commissario della contea di Hazzard e il capo politico della contea. Un ghiottone malvagio stereotipato, Boss Hogg indossa quasi sempre un abito tutto bianco con un cappello da cowboy bianco e fuma regolarmente sigari. Il suo omonimo è Jefferson Davis, il Presidente degli Stati Confederati d'America. Boss Hogg è uno dei soli tre personaggi ad apparire in ogni episodio della serie TV, gli altri sono Daisy Duke e lo zio Jesse Duke.

## Descrizione
Boss Hogg è l'unico commissario della contea di Hazzard (carica elettiva un tempo diffusa negli Stati Uniti ma attualmente ammessa nel solo stato della Georgia, fra l'altro in solo otto contee per lo più rurali), e quindi detiene tutti i poteri esecutivi e giudiziari della contea da lui amministrata. Essendo l'uomo più ricco della contea, farebbe quasi tutto per mettere le mani su più soldi, incluso eseguire molti schemi nefasti e criminali.
Hogg possiede la maggior parte delle proprietà e delle attività di Hazzard, direttamente o detenendo i mutui sulla terra. La sua brama di denaro lo spinge spesso a partecipare ad attività criminali, di solito arruolando l'aiuto di soci, principalmente il suo braccio destro e complice, l'ottuso e maldestro sceriffo Rosco P. Coltrane. Insieme, i due complottano per incastrare la famiglia Duke per crimini che non commettono. Anche i vice di Rosco, Enos Strate e Cletus Hogg (cugino del boss), hanno aiutato Boss Hogg, sebbene Enos (e, in misura minore, Cletus) sono decisamente più riluttanti a farlo.
È sposato con Lulu Coltrane, sorella dello sceriffo. Possiede una Cadillac bianca decappottabile con due corna di toro attaccate alla parte anteriore della macchina, siede sempre nei posti posteriori, ha un autista di nome Alex, ma spesso usa come autista lo stesso sceriffo Rosco. Ha anche un fratello gemello (sempre interpretato da Sorrell Booke) di nome Abraham Lincoln Hogg che veste sempre di nero e come comportamento è l'esatto contrario del fratello: mentre Boss è infido e canaglia, Abraham è onesto e generoso.
È sempre vestito di bianco con un completo corredato da cappello texano anch'esso bianco, cinturone in pelle e stivaletti a punta di pelle sempre bianchi. È basso e molto corpulento, quando incontra delle difficoltà e deve risolverle per concentrarsi mangia il suo cibo preferito che è il fegato di maiale crudo.
Avido, ingordo, immorale e interessato principalmente al suo portafoglio, Boss Hogg ha un'irrazionale antipatia per la famiglia Duke, in particolare Bo e Luke (i protagonisti della serie), da lui soprannominati "I due Nipotastri", cercando continuamente di incastrarli e di far loro revocare la libertà condizionata. Tuttavia, non tollera che nessuno (nemmeno i Duke, nonostante la costante rivalità di Hogg con loro) venga ferito fisicamente nel processo (dimostrando che ha qualche scrupolo), rifiuta anche di avere a che fare con droghe illegali, indipendentemente dal denaro, rendendolo uno dei pochi cattivi televisivi con un tale senso di etica personale. Boss Hogg è descritto in un'analisi come "un cattivo inefficace, quindi divertente".
Possiede l'unica banca di tutta la contea, che concede prestiti a tassi esorbitanti. Oltre alla banca possiede anche numerose imprese ma il profitto maggiore lo trae dai traffici illeciti che conduce con successo; per mascherare i suoi affari illegali gode del pieno appoggio dello sceriffo della contea Rosco P. Coltrane, il quale gli fa da faccendiere e da factotum (oltre ad autista e cameriere), tutti compiti che svolge in cambio del famoso 10% del 50% del 50% dei proventi che in teoria Boss Hogg dovrebbe concedergli tutte le volte.
In gioventù Boss Hogg e lo zio Jesse erano entrambi contrabbandieri e nemici-amici; si sono infatti sfidati diverse volte nella famosa "corsa del contrabbandiere", ossia una gara automobilistica che seguiva i sentieri tracciati dagli antichi contrabbandieri attraverso le montagne della Georgia (un revival storico della corsa del contrabbandiere viene effettuato nel primo episodio della seconda stagione del telefilm, con Jesse e Boss Hogg che tornano a sfidarsi a distanza di 30 anni). Tra i due vi fu uno screzio circa 15 anni prima dell'età in cui è ambientata la serie, proprio a causa del contrabbando, cosa che guastò i loro rapporti; tutto ciò si riflette sulla considerazione che Hogg ha nei confronti dei cugini Duke. Tuttavia quando Jesse si trova in gravi pericoli, Boss si preoccupa per lui come se fosse un caro amico.
Inizialmente il personaggio è stato creato come una nemesi corrotta e burbera per la battaglia della famiglia Duke, però man mano che la serie si è evoluta nella prima e nelle successive stagioni, Hogg si è trasformato più in un comico cattivo avido di denaro. Con questa evoluzione del personaggio, per la quale sono state poste le basi nel corso della prima metà della stagione, è arrivata l'unione più stretta di Hogg e il maldestro sceriffo Rosco P. Coltrane e l'abilità comica della coppia insieme è diventata  un elemento molto popolare della serie.